# CZ 75 SP-01半自動手槍
CZ 75 SP-01是一款由捷克槍械製造商烏爾斯基·布羅德兵工廠所設計及生產的半自動手槍，是CZ 75 P-01半自動手槍的全尺寸及全钢結構型，主要發射9×19毫米和.40 S&W口徑這兩種手枪子彈。該槍還包括能通過零部件的轉換將手動保險修改為待擊解脫桿（英語：Decocking lever），反之亦然。

## 歷史
捷克CZ公司以其出色的產品在國際輕武器市場上享有很高的聲譽，其手槍領域的代表作CZ 75半自動手槍於1975年一經推出，立即好評如潮，成為手槍中的經典，各國仿製品也層出不窮。CZ公司同樣利用產品影響力，推出該槍的諸多衍生型號，如CZ 75B、CZ 75緊湊型、CZ-75PCR警用緊湊型、CZ 75BSA、CZ 75 P-01、CZ 75運動型以至本文的CZ 75 SP-01等數十個型號，儼然自成體系。

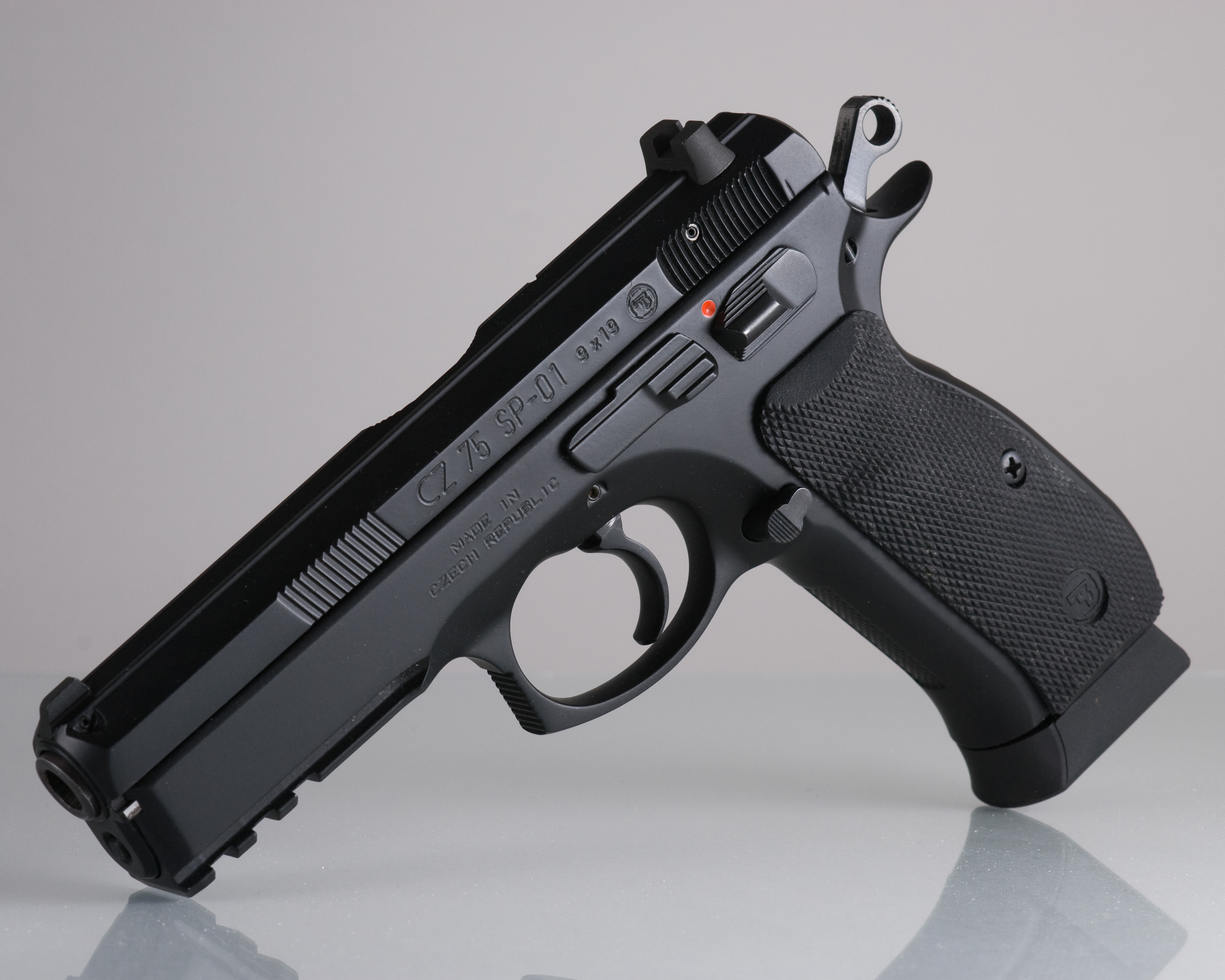
裝上延長容量彈匣的CZ 75 SP-01。

## 設計細節
SP-01手槍作為老款經典手槍的發展型，可以看作CZ 75手槍採用钢製底把（套筒座）以及延長套筒的全尺寸型進化版本，其具有9×19毫米與.40 S&W兩種口徑。在設計上既有承襲，也有許多突破。其最大特點是採用鋼製超大容彈量彈匣，9×19毫米口徑彈匣可裝填18發手槍子彈，加上裝入彈膛中的1發，使用者可連續扣動扳機並且發射19發手槍子彈，與沖鋒枪的裝彈量相近，這在各類手槍中是絕少見的。而.40 S&W口徑型也可容納12發。
至於手槍的拆解，掌握其套筒和槍身接合方式的使用者，在熟悉過幾次後就能迅速地將套筒拉出取下。具體而言，向後拉動套筒至某一位置，之後向下旋轉槍身分解桿，從套筒座上取下套筒，然後再從套筒座中取下槍管及復進簧組件即可。拆解該槍無需藉助任何工具。
由於採用了較低的槍膛軸線、指向良好的握把角度設計，射擊時後坐力比較容易控制。此外，良好的人機工效設計使射擊時單手即可完成所有控制操作。

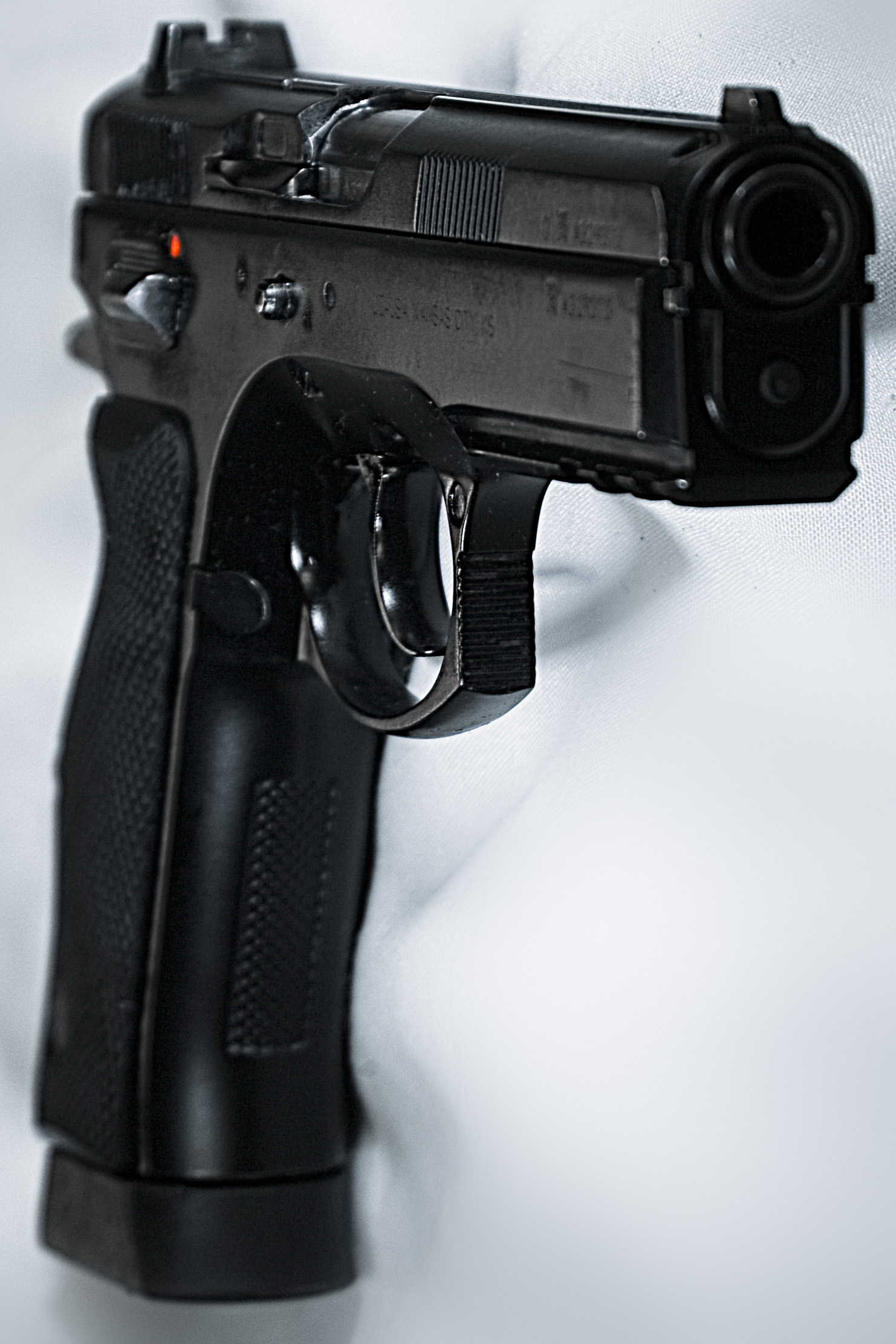
CZ 75 SP-01具有內置式MIL-STD-1913戰術附件導軌。

### 套筒
SP-01手槍的套筒比CZ 75手槍的略厚，操作時會更易於掌握和控制。底把（套筒座）由全钢結構打造，其與套筒配合的方式沿襲了CZ公司其他手槍相同的設計特色：不像格洛克或M1911手槍那樣在大多數情況下，由套筒「騎」在套筒座外側的滑軌上，使兩者匹配在一起；而是套筒下部「嵌」在套筒座內部的滑軌上。據CZ公司所稱，這樣的套筒、套筒座配合方式使套筒的往複運動更為平滑，部件製造時的公差也更易控制，而且手握持射擊時不必擔心後坐的滑套邊緣會劃傷虎口部位，同時也可使握持部位儘量上移，從而儘量減小射擊時的槍口上揚，對提高射擊的準確性大有好處；但同樣，其缺點則是在手動操作套筒時，必須施力在合適的部位，否則會被套筒座上部擠傷。
此外，在後部兩側各設計了十數條防滑棱。握把後部上方呈獺尾狀並略向上翹，可與使用者的手掌虎口緊密貼合，同時便於控制射擊時的後座力。
SP-01手槍亦在套筒座前端底部整合有皮卡汀尼導軌，其上可安裝戰術燈和雷射瞄準器，甚至原廠提供的刺刀等戰術附件。

### 握把
SP-01手槍的握把與一般金屬底把手槍相若，都是以螺釘裝上兩片式握把護板。手槍握把的前後兩側都裝飾有漂亮的雕花方格紋，而左右兩側則用普通的礫石啞光紋裝飾，使槍握在手中給人一種非常牢靠的感覺，不會讓人擔心滑脫。握把採用河狸尾造型，可以幫助射手在射擊時以最舒適的姿勢、在最合適的位置、更牢固地握住槍支。
CZ 75 SP-01幻影型手槍的握把除了隨底把改為聚合物製造，還有可定製程度。隨槍附有兩款握把片（分別是小形和大形），使用者可根據自己的手形及大小，選擇適宜自己持握的握把。藉由調整握把尺寸，更適合不同的手形，實現最佳的射擊持握感。

### 待擊鎖定
SP-01手槍沿襲了此前的CZ 75系列手槍的「待擊鎖定」功能，該槍之所以能吸引大量支持者的一個重要特性就是具備這一重點般的設計。具體而言，膛室中裝有子彈時，即可將擊錘扳至待擊位置，並鎖上保險，然後裝入槍套中攜行，遇至突發情況時，拔出手槍，順勢用拇指解除保險，扣動扳機即可射擊。

### 夜間瞄準裝置
SP-01手槍的瞄具與CZ 75系列的標準樣式相同，為傳統CZ-75系列其他手槍的三點式氚光源夜視瞄準具，因此習慣使用其他CZ 75系列手槍（P-07和P-09除外）的使用者可即時得心應手。
其準星為前低後高的楔形；照門可輕鬆調整風偏，進行高低調整則需要更換不同高度的準星。
與大多數CZ 75手槍一樣，SP-01手槍的照門與準星在出廠前已經過廠家精心調試，到手後無需額外調整即可使用。

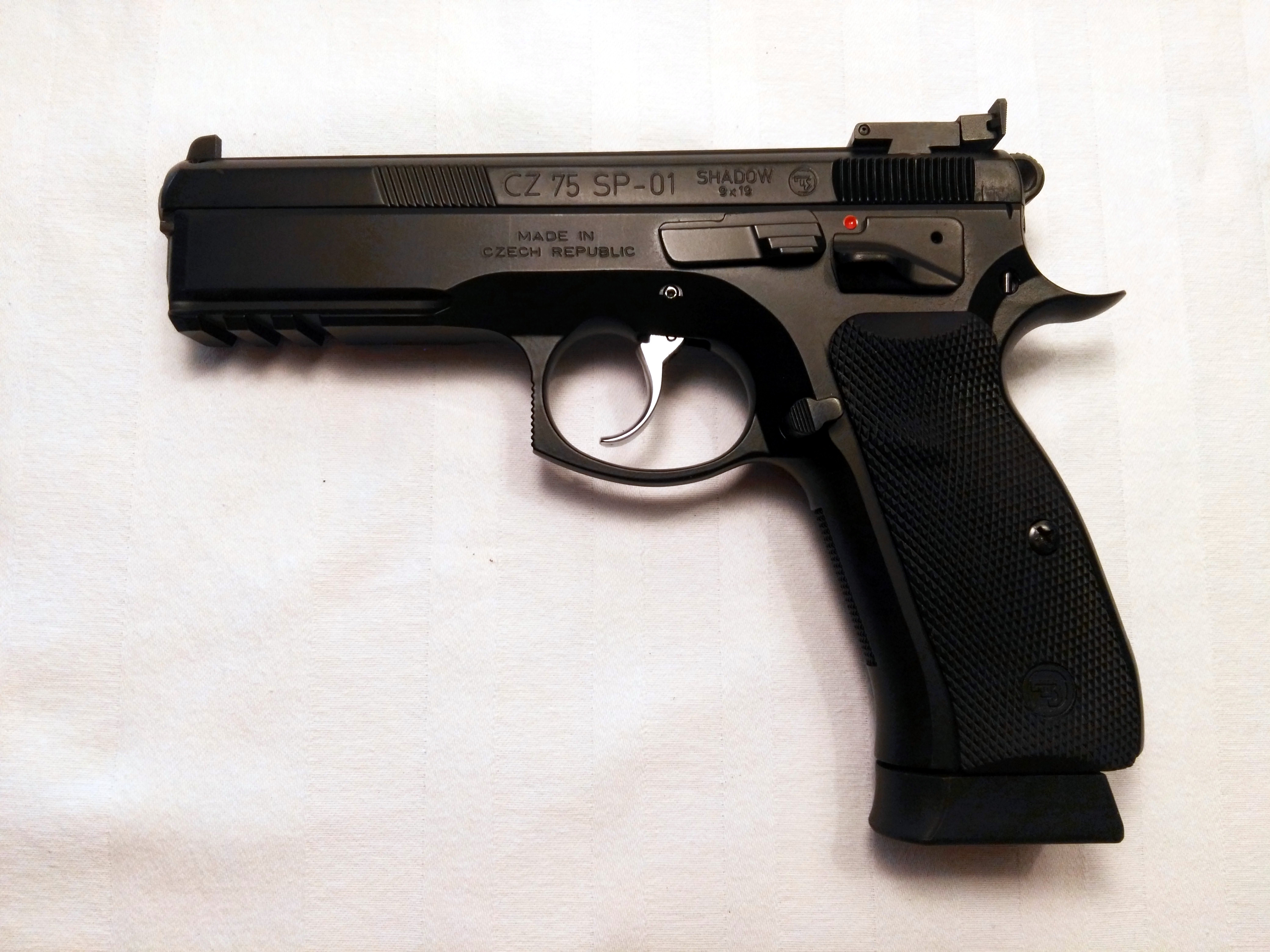
CZ 75 SP-01暗影型

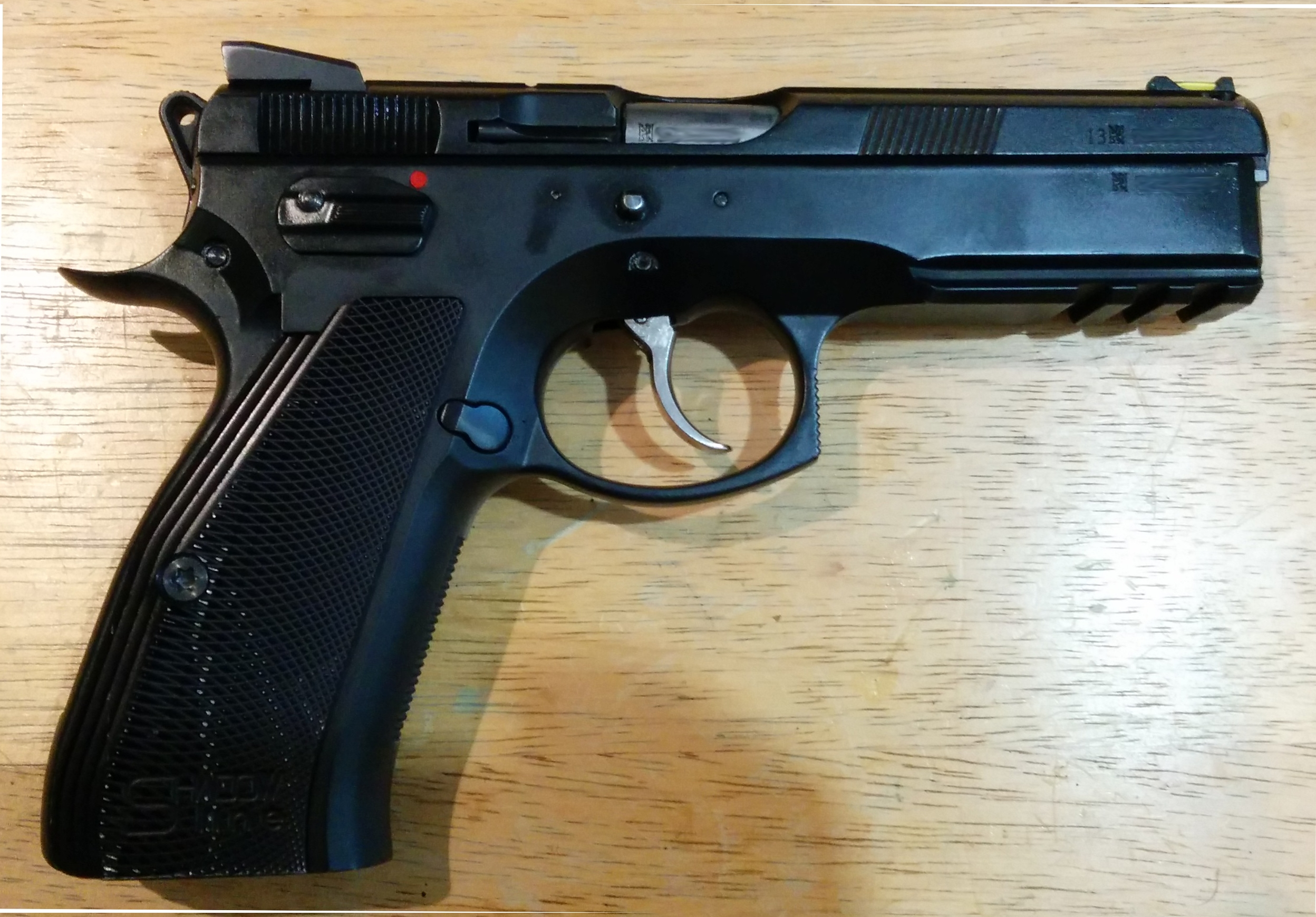
CZ 75 SP-01暗影路線型——為CZ 75型號的競賽中心衍生型。

## 衍生型

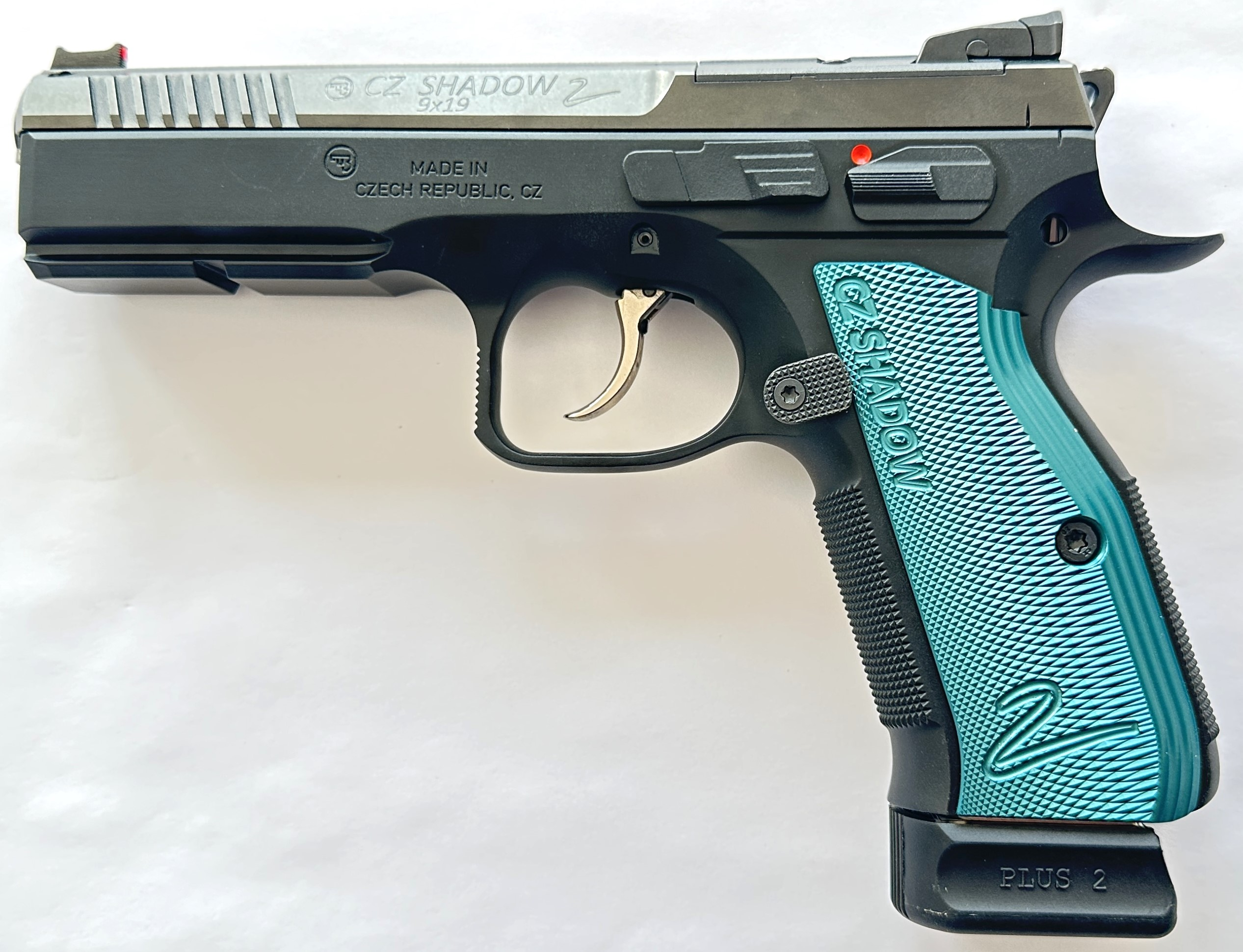
CZ 75暗影2型

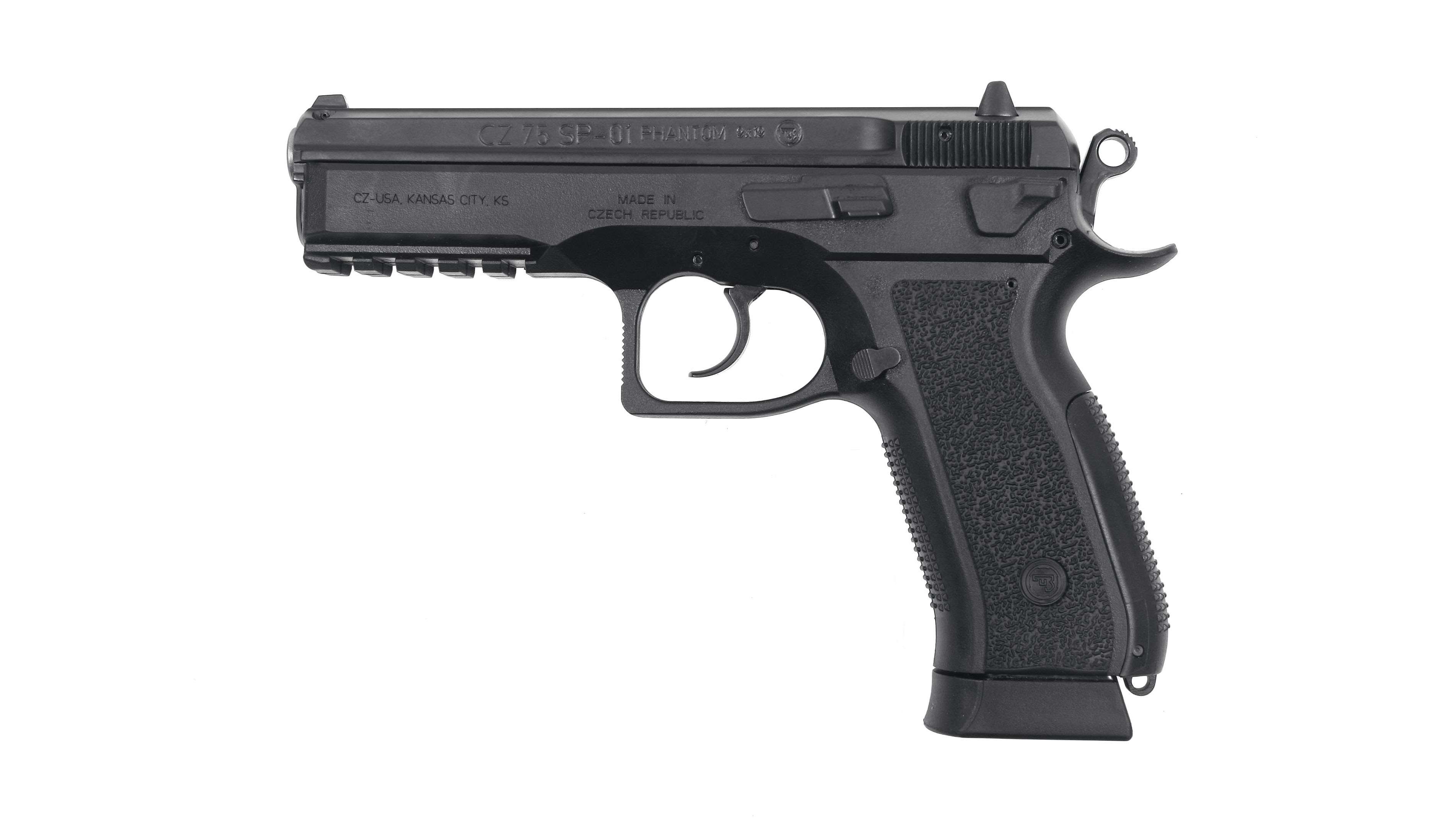
CZ 75 SP-01幻影型

CZ 75 SP-01／SP-01戰術型
2005年推出，類似於具有內置式MIL-STD-1913戰術附件導軌的P-01型，但使用了全鋼結構與全尺寸底把和套筒。
其他導入的新功能包括氚光式夜間機械瞄具，以及延長型18發大容量彈匣。
SP-01配有手動保險桿，而SP-01戰術型則是待擊解脫桿，兩者皆是雙手靈巧。
其中其戰術型在2005年的IPSC世界賽XIV之中，由CZ射手團隊代表亞當·季奇（Adam Tyc）和安格斯·可倫布（Angus Hobdell）使用此槍，並分別獲得世界冠軍與季軍。
SP-01也在反恐戰爭中獲安全部隊所使用。
CZ 75 SP-01暗影型
第二代CZ 75 SP-01半自動手槍，根據全球各個執法機關、軍隊和警察的用戶社群提出的建議，以及採納了來自CZ射手團隊成員安格斯·可倫布和亞當·季奇的額外建議所改進而成。
取消了擊針阻擋塊，從而改進因打開自動擊針保險而增加的板機行程缺失。它還具有稍微進行重塑的握把形狀（海狸尾部式握把虎口部和扳機護圈）與經過改進的手動保險，改用一種“較弱”、以便上膛的復進簧，此外還有光纖式準星和戰術「諾瓦克式」照門。
CZ 75暗影2型
2016年，在烏爾斯基·布羅德兵工廠研發團隊與精英級實戰射擊（IPSC）射手們的合作下，推出了暗影型的改進版本，名為暗影2型。它裝上一根更長的槍管，經重塑而且更輕便的套筒，更明顥的套筒鋸齒狀防滑紋，經改進的人體工程學握把，更明顥的握把側板格子狀防滑紋，以及縮小了的光纖管準星。
暗影二型迅速成为最受实用射击比赛射手（USPSA，United States Practical Shooting Association）所欢迎的比赛用枪。
CZ 75 SP-01幻影型
為2009年，CZUB推出的SP-01的最新型號。
最大的特點是改用聚合物底把，槍總重量比鋼製底把型號減輕了33％，具有內置式MIL-STD-1913戰術附件導軌和輕量化齒痕輪廓的鍛鋼製套筒。槍管額外延長了6毫米，全長卻僅延長3毫米。幻影型還包括兩個可互換的後握把片，以適應使用者的不同大小的手形。該槍沒有手動保險，但配備了待擊解脫桿，其他方面與SP-01戰術型很相似。
官方宣稱其使用的彈匣為裝彈18發，其實可裝填19發並正常運作；加上槍膛里還可以放入的1發，全槍最多可以攜帶20發手槍子彈，與沖鋒枪的裝彈量相近，這在各類手槍中是絕少見的。
該CZ 75衍生型專門針對IPSC競賽而設計的，具有延長握把、單動操作扳機、裝上配重的自由落體式彈匣和放大型彈匣底座。另外一個還有專為公開組IPSC競賽的競賽型版本，具有三孔式補償器、可調節式扳機、延長型彈匣釋放按鈕、雙手靈巧的保險裝置、完全可調節式瞄準具和雙色調式表面處理（為烤藍套筒和緞面鎳底把）。
從2012年1月開始，捷克陸軍傘兵第4快速部署旅配備了這把手槍。

## 使用國
- 捷克
  - 捷克陸軍（英语：Czech Land Forces）傘兵第4快速部署旅（CZ 75 SP-01幻影型）
- 墨西哥
  - 墨西哥聯邦警察（英语：Federal Police (Mexico)）
- 俄羅斯
  - 個別執法機構

## 流行文化

### 電影
- 2012年—：裝上雷射瞄準器，由普萊斯（Mr. Price，飾演）所使用。

### 電子遊戲
- 2009年—：2010年6月29日獨立资料片《武裝行動2：箭頭行動》（ArmA 2: Operation Arrowhead）的追加下载内容《武裝行動2：捷克武裝部隊》，命名為「CZ 75 SP-01 PHANTOM」，可裝上戰術燈和消聲器。
- 2013年—：型號為CZ-75 SP-01暗影型，命名為「CZ-75」（中文版則命名為「CZ-75手槍」），發射.40 S&W子彈，被歸類為佩槍（英语：Side arm），載彈量11+1發，初始攜彈量為36+12發。只能於多人聯機模式中使用，為所有兵種的解鎖武器之一，於達到45,000點手槍得分時才能解鎖，並可以使用手電筒、防火帽、鬼環、制動器、迷你、雷射瞄準器、消音器、德爾塔、重型槍管以及三件戰鬥包附件（消光器、綠點雷射瞄準器、雷射／燈光組合、QSW-06消音器、TGPA-5消音器、戰術燈、三光束雷射當中之三）。
- 2015年—：型號為CZ-75 SP-01暗影型，命名為「CZ-75」，發射.40 S&W子彈，載彈量16+1發，最高攜彈量為68+17發，聯機模式時均需要$6,000解鎖，能夠由罪犯操作者（Operator）所使用（執法機關解鎖條件為：以任何陣營進行遊戲使用該槍擊殺1250名敵人後購買武器執照）。可加裝各種進階照準器（改進版機械瞄具、迷你、德爾塔）、附加配件（電筒、戰術燈、激光瞄準器）及槍口零件（制退器、補償器、重槍管、抑制器、消焰器）。單人模式當中則能夠由主角尼古拉斯·門多薩所使用。

## 資料來源
1. ↑  .   [17 November 2015]. （原始内容存档于2015-11-27）.
2. 1 2  .   [17 November 2015]. （原始内容存档于2015-11-20）.
3. ↑  .   [3 October 2014]. （原始内容存档于2015-11-26）.
4. ↑  .   [24 February 2016]. （原始内容存档于2015-11-26）.
5. ↑  .   [3 October 2014]. （原始内容存档于2014年10月6日）.
6. ↑  . Czcustom.com.   [9 December 2014]. （原始内容存档于2010年3月16日）.
7. ↑  . Czcustom.com.   [9 December 2014]. （原始内容存档于2014年12月14日）.
8. ↑  月刊Gun 2011年2月号

## 外部連結
- （英文）—CZ-USA Official Website—
  - CZ 75 SP-01（页面存档备份，存于）
  - CZ 75 SP-01 Tactical（页面存档备份，存于）
  - CZ 75 SP-01 Shadow Custom（页面存档备份，存于）
  - CZ 75 SP-01 Shadow Target – 9mm (CZ Custom)（页面存档备份，存于）
  - CZ 75 SP-01 Shadow Target II – (CZ Custom)（页面存档备份，存于）
- （英文）—CZ Official Website—
  - CZ 75 SP-01
  - CZ 75 SP-01 TACTICAL
  - CZ 75 SP-01 SHADOW
  - CZ 75 SP-01 SHADOW LINE
  - CZ 75 SP-01 PHANTOM
- （英文）—Owners Manual－CZ 75 SP-01
- （英文）—The Firearm Blog.com—
  - CZ Pistol with Bayonet and Breech Teeth（页面存档备份，存于）
  - CZ 75 SP-01 Phantom 9mm（页面存档备份，存于）

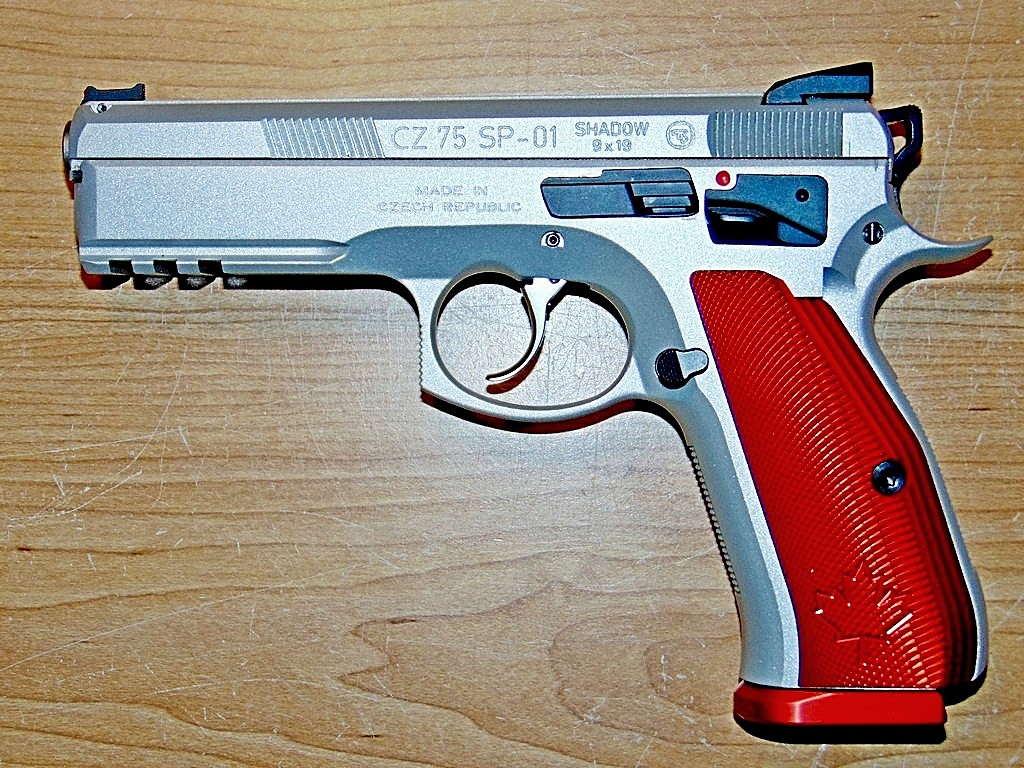
CZ 75 SP-01暗影型不銹鋼加拿大版本

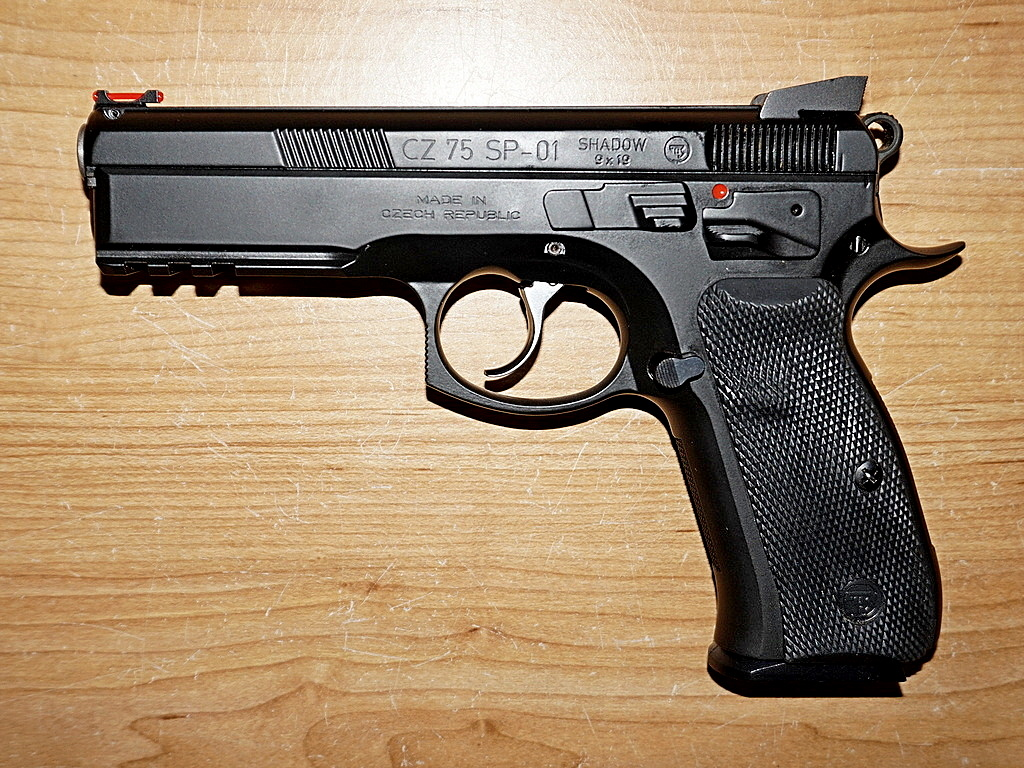
裝有光纖準星的CZ 75 SP-01暗影型

  - Czech Republic adopts new rifle, pistol and submachine gun（页面存档备份，存于）
  - IDPA Bans CZ-Accu Shadow（页面存档备份，存于）
  - Brand New Pistol: CZ Shadow 2（页面存档备份，存于）
  - CZ Urban Grey Suppressor Ready Series（页面存档备份，存于）
  - POTD: CZ Shadow 2 in action（页面存档备份，存于）
- （英文）—The Truth About Guns.com—
  - CZ The Day! 75 SP-01 Shadow Custom Pistol（页面存档备份，存于）
  - Gun Review: CZ75 SP-01 Tactical（页面存档备份，存于）
  - Scorpion Evo Carbine & Other New CZs For 2016（页面存档备份，存于）
  - CZ Custom SHOT Show Booth Tour w/ Angus Hobdell（页面存档备份，存于）
  - Gun Review: CZ 75 SP-01 Shadow Target Custom（页面存档备份，存于）
- （英文）—Guns & Ammo.com—CZ SP-01 Review
- （英文）—Handguns Magazine.com—
  - New Handguns for 2009
  - SHOT Show 2010 Day 4（页面存档备份，存于）
  - New Handguns for 2011（页面存档备份，存于）
  - CZ USA CZ 75 SP01 Shadow（页面存档备份，存于）
- （英文）—Tactical-Life.com—
  - SHOT Show 2009 Round Up: Handguns（页面存档备份，存于）
  - CZ-USA SP-01 Phantom 9mm Handgun Review（页面存档备份，存于）
  - CZ’s 75 SP-01 Phantom（页面存档备份，存于）
- （英文）—Personal Defense World.com—
  - CZ-USA Autopistols（页面存档备份，存于）
  - 10 New Full Size Handguns for 2014－CZ P-07 DUTY（页面存档备份，存于）
- （简体中文）—槍炮世界—CZ 75 SP-01 (含SHADOW 1)（页面存档备份，存于）
  - 其他CZ 75的IPSC比赛型（页面存档备份，存于）（有對CZ Shadow 2的描述）